# Zeist
Zeist  este o comună și o localitate în provincia Utrecht, Țările de Jos. 

## Localități componente
Austerlitz, Bosch en Duin, Den Dolder, Huis ter Heide, Zeist.